# 羊崎文移
羊崎 文移（ようざき ふみい、1973年3月8日 - 、本名・竹野文敏）は神奈川県出身の男性同人作家。

## 略歴
著作活動として今日の話題社から漫画が複数出版されている。2007年ごろからの創作活動は、文章によるドラマデータ集などを中心としたものになっている。自著『「七人の刑事」を探して』『「ダイヤル110番」元祖刑事ドラマ』において、現存していない七人の刑事の映像が、どこかに存在しているのではないかと主張し、その映像公開と放送再開を求めていた。その後、当時の関係者の善意の協力により「七人の刑事を探して」改訂増補を出版。改訂版はムック本でも引用され。考える人にて山田太一の評論も受ける事になる。評論内の「これは限られた人だけが享受できる詩なのだ」という記述は連載をまとめた単行本「月日の残像」を書評した荒川洋治も引用した。

## 著作
- 王都物語（漫画、今日の話題社、2004年）
- 暗闇の用心棒（漫画、今日の話題社、2004年）
- 王都物語2（漫画、今日の話題社、2005年）
- 異郷秘話（漫画、今日の話題社、2005年）
- 王都物語3（漫画、今日の話題社、2005年）
- 「七人の刑事」を探して1961-1998（文章、今日の話題社、2006年）
- 兵器カノンを唄う（クレイアート、漫画、今日の話題社、2007年）
- 「ダイヤル110番」元祖刑事ドラマ1957-1964（文章、今日の話題社、2007年）
- 「特別機動捜査隊」物語の検証1961-1977（文章、今日の話題社、2009年）日本図書館協会選定図書[5]